# 新田庚一
新田 庚一（にった こういち、1920年10月16日 - 1983年10月2日）は、日本の経企官僚。元経済企画事務次官。地域振興整備公団副総裁在任中死去。

## 人物
山形県出身。1943年に高等試験行政科試験に合格し、同年東京商科大学（現在の一橋大学）学部を卒業し、商工省に入省した。物価局に配属。通商産業省企業局企業第一課長等を経て、中小企業庁次長、経済企画庁調整局長、経済企画事務次官を歴任。
1974年（昭和49年）通商産業省からの提案を受け電気料金の値上げの審査にあたった。また春闘について、賃上げ率が下がれば実質成長率が高くなるとの調査報告を、田中角栄内閣総理大臣に行った。1975年（昭和50年）経済企画庁顧問。
1976年（昭和51年）地域振興整備公団（のちの独立行政法人都市再生機構、独立行政法人中小企業基盤整備機構）副総裁に就任。副総裁在任中の1983年（昭和58年）に東京都世田谷区上北沢の自宅で死去。享年62。従三位勲二等瑞宝章。